# 帕氏光鰓魚
帕氏光鰓魚（學名：Chromis pamae），又稱帕氏光鰓雀鯛，是輻鰭魚綱鱸形目雀鯛科光鰓魚屬的其中一種，分布於中太平洋東部皮特凱恩群島、土阿莫土群島與南方群島海域，深度4至44公尺，本魚體呈橢圓形且側扁，體上半部為灰褐色，下半部銀白色，體中央帶有金屬藍光澤，尾鰭深叉型，胸鰭基部有一黑斑，背鰭、臀鰭及尾鰭深色，背鰭硬棘15枚、背鰭軟條10-11枚、臀鰭硬棘2枚、臀鰭軟條10-12枚，體長可達10.4公分，棲息在礁石區，以浮游生物為食，繁殖期時成對出現，雄魚會守護卵直到孵化，生活習性不明。